# Massimo Gallaccio
Massimo Gallaccio (Roma, 20 luglio 1970) è un ex calciatore italiano, che militava nel ruolo di centrocampista.

## Carriera

### Giocatore
Cresciuto nella Lodigiani, viene acquistato nel 1988 dal Torino per rinforzare le formazioni giovanili, riuscendo anche ad esordire in Serie A nella stagione 1988-1989 (raccogliendo due presenze) e in Serie B la stagione successiva (una presenza), vincendo il campionato.
Nel 1990 è al Barletta sempre in Serie B, categoria che continua a disputare con la maglia del Pisa fino al 1993.
Dopo essersi svincolato dalla società toscana a seguito del fallimento del 1994, s'accasa al Prato in Serie C1, raccogliendo solo 30 presenze e una rete in quattro stagioni segnate da numerosi infortuni.
Nel 1998 passa al Trento in Serie C2, stagione conclusasi con la retrocessione della squadra trentina.
Da qui cominciano alcune esperienze tra i dilettanti della realtà piemontese: prima con la maglia del Volpiano, dell'Ivrea (con cui perde uno spareggio per la promozione in Serie C2), della Canavese, del Rivoli ed infine del Pool CirièVauda, dove si svincola a fine 2005, concludendo l'attività agonistica.

## Palmarès

### Club

#### Competizioni nazionali
- Campionato italiano di Serie B: 1

Torino: 1989-1990